# Julius Clementz
Julius Clementz (Oslo, 24 maggio 1890 – Oslo, 3 agosto 1961) è stato un calciatore norvegese, di ruolo portiere.

## Carriera

### Club
Clementz vestì la maglia del Mercantile.

### Nazionale
Conta 2 presenze per la Norvegia. Esordì l'11 settembre 1910, nella sconfitta per 0-4 contro la Svezia. Partecipò ai Giochi della V Olimpiade con la sua Nazionale.